# Il tabarro
Il tabarro (título original en italiano; en español, El tabardo o La capa) es una ópera en un acto con música de Giacomo Puccini y libreto en italiano de Giuseppe Adami, basado en la obra teatral de Didier Gold titulada La Houppelande (1910).
Es la primera de las tres óperas (junto a Suor Angelica y Gianni Schicchi) que conforman El tríptico (Il trittico). Cada una de las tres óperas de El tríptico sería una alegoría de una de las partes de la Divina Comedia, de Dante Alighieri. Il tabarro se correspondería con el Infierno. Se estrenó junto a las otras dos, en la Metropolitan Opera House de Nueva York el 14 de diciembre de 1918.

## Historia
La composición del Trittico pucciniano avanzó en dos fases: entre el verano y el otoño de 1913 y entre octubre de 1915 y noviembre de 1916. La interrupción se debió a la necesidad de trabajar en la ópera La rondine, a la que el compositor se había comprometido mediante un contrato.
Por otro lado, Il tabarro fue compuesta sin saber su destino. Además, al tratarse de una ópera en un acto, no sería suficiente para cubrir la duración de un espectáculo operístico convencional, de manera que Puccini pensó inicialmente en combinarla con la reposición de su primera ópera: Le Villi, bastante olvidada para entonces.
Sólo después del encuentro con el libretista Giovacchino Forzano, Puccini decidió que Il tabarro sería el primer cuadro de un tríptico de tres óperas en un acto, para ser representadas conjuntamente.
Tanto en el estreno en los Estados Unidos, como en el debut italiano (Roma, Teatro Costanzi, 11 de enero de 1919) la ópera tuvo una acogida tibia, tanto por el público como por la crítica.
Inmediatamente Puccini retocó la partitura, que en la nueva versión fue estrenada en el Teatro della Pergola de Florencia, el 10 de mayo de 1919. Dos años después modificó la estructura del aria de Michele Scorri fiume eterno, después de haber hecho reescribir completamente el texto. Lo que originalmente era una oscura reflexión sobre la vida se convirtió en una más libre meditación sobre su mujer y la identidad de su amante. La tercera y última versión se estrenó el 28 de enero de 1922 en el Teatro Costanzi.
Esta ópera sigue en el repertorio, aunque no está entre las más representadas; en las estadísticas de Operabase aparece la n.º 97 de las cien óperas más representadas en el período 2005-2010, siendo la 36.ª en Italia y la octava de Puccini, con 37 representaciones.

## Personajes
| Personaje                                                                    | Tesitura     | Elenco del estreno 14 de diciembre de 1918 (Director: Roberto Moranzoni) |
| ---------------------------------------------------------------------------- | ------------ | ------------------------------------------------------------------------ |
| Michele, propietario de barcaza                                              | barítono     | Luigi Montesanto                                                         |
| Giorgetta, esposa de Michele                                                 | soprano      | Claudia Muzio                                                            |
| Luigi, un estibador                                                          | tenor        | Giulio Crimi                                                             |
| 'Tinca' ('tenca'), un estibador                                              | tenor        | Angelo Badà                                                              |
| 'Talpa' ('topo'), un estibador                                               | bajo         | Adamo Didur                                                              |
| La Frugola ('la hurgadora'), esposa de Talpa                                 | mezzosoprano | Alice Gentle                                                             |
| Estibadores, un vendedor de baladas, midinettes, un organillero, dos amantes |              |                                                                          |

## Argumento

Esbozo vestuario original de 1918 para Michele.

Lugar: Una barcaza en el Sena en París.
Época: 1910.
Michele vive en un barco anclado en los muelles del Sena. Es cerca del ocaso. Luigi, Il Tinca e Il Talpa, tres estibadores de muelles, descargan los últimos sacos de cemento.
Es la hora de terminar de trabajar, y Giorgetta, la bella mujer de Michele, mucho más joven que él, pregunta a su esposo si puede llevar vino a los trabajadores. Él se muestra conforme pero no se une a ellos debido a que rechaza su beso. Los estibadores empiezan a bailar con la música de un organillero cercano y uno de ellos pisa el pie de Giorgetta. Luigi, un estibador, baila un vals con ella. Lleno de celos, Michele nota que Giorgetta se siente atraída por el joven Luigi. Al oír el regreso de Michele se rompe la reunión de estibadores.
El trabajo escasea y Giorgetta y Michele discuten cuál de los estibadores deben ser despedidos; ella prefiere que sea cualquier otro excepto Luigi a pesar de ser esta la primera elección de Michele. Pronto la conversación se vuelve pelea.  Aparece Frugola, que ha ido a recoger a su marido, Il Talpa, uno de los estibadores.
Por el camino va revolviendo la basura de las calles de París en busca de algo de valor. Ella muestra a todo el mundo los frutos de andar hurgando en la basura en París y regaña a los hombres por beber. Luigi lamenta la suerte que le ha tocado en la vida, y La Frugola canta su deseo de, algún día, comprar una casa en el campo a la que puedan retirarse ella y su marido. Luigi y Giorgetta están juntos un momento; cantan un dúo recordando la ciudad en la que los dos nacieron (e ben altro il mio sogno).
Los estibadores se marchan, salvo Luigi que pide a Michele que lo despida y que se le permitirá desembarcar en Ruan, pero Michele le convence en sentido contrario. Cuando está a solas, Giorgetta pide a Luigi por qué pidió ser despedido y reconocen su amor mutuo. Él promete ir a verla en secreto al barco por la noche, pero deberán tener un código en común para dicho encuentro, por lo que acuerdan que dicha señal será una cerilla que ella encenderá en el momento oportuno. Para entonces Luigi parece decidido a matar a Michele y huir con Giorgetta.
Michele sufre recordando con Giorgetta pasados tiempos felices, el cariño que Giorgetta sentía por él y del niño que juntos procrearon, y que murió, y cómo los tres entraban bajo su capa. Está preocupado por el hecho de que él le dobla la edad; ella lo reconforta pero no lo besará. Michele se preguntó si su esposa aún le será fiel y qué será lo que la ha cambiado tanto. Pasa lista mentalmente a todos los hombres con los que han compartido sus vidas pero rechaza a todos ellos como improbable. Apesadumbrado, prende una cerilla para encender su pipa y Luigi, viéndolo desde lejos, cree que es la señal de Giorgetta. Se oyen pasos en la pasarela del barco; Luigi camina con confianza por la cubierta creyendo que es su amada quien ha encendido ya la cerilla. Michele lo sorprende y lo obliga a confesar que ama a Giorgetta en la posterior lucha.
Michele estrangula a Luigi y lo envuelve en su capa (su tabardo, de ahí el nombre de la obra). Giorgetta vuelve a la barcaza, fingiendo remordimiento, y Michele abre el tabardo y le muestra su amante muerto.

## Instrumentación
Puccini usa una orquesta formada por:
-Un Flautín
-Dos Flautas
-Dos Oboes
-Corno Inglés
-Dos Clarinetes en Si bemol
-Clarinete bajo en Si bemol
-Dos Fagotes

-Cuatro Trompas en Fa
-Tres Trompetas en Fa
-Tres Trombones
-Un Trombón bajo

-Timbales
-Tambor, Triángulo, Platillos, Bombo y Glockenspiel

-Celesta

-Arpa

-Cuerdas

Además, internamente hay un Cornetín en Si, una Bocina de automóvil en Si, un Arpa, una sirena y una Campana Grave.

## Arias destacadas
- "Hai ben raggione" — Luigi
- "Perchè, perchè non m'ami più?" — Michele
- "Scorri, fiume eterno" — Michele. Este aria más contemplativa de Michele fue más tarde reemplazada por Puccini con la vengativa "Nulla! Silenzio!". Las grabaciones de Leinsdorf y Gardelli de ambas la incluyen como un añadido.
- "E ben altro il mio sogno" - Giorgetta, Luigi y Frugola

## Grabaciones
| Año  | Elenco (Michele, Giorgetta, Luigi)               | Director, Teatro de ópera y orquesta                              | Sello discográfico                                    |
| ---- | ------------------------------------------------ | ----------------------------------------------------------------- | ----------------------------------------------------- |
| 1955 | Tito Gobbi, Margaret Mas, Giacinto Prandelli     | Vincenzo Bellezza, Coro y orquesta del Teatro de la Ópera de Roma | Audio CD: EMI Classics Cat: 5099921294921             |
| 1962 | Robert Merrill, Renata Tebaldi, Mario del Monaco | Lamberto Gardelli, Orquesta y coro del Mayo Musical Florentino    | Audio CD: Decca Cat: 000289 475 7625 9                |
| 1971 | Sherrill Milnes, Leontyne Price, Plácido Domingo | Erich Leinsdorf, Orquesta New Philharmonia                        | Audio CD: RCA Victor                                  |
| 1977 | Ingvar Wixell, Renata Scotto, Plácido Domingo    | Lorin Maazel, Orquesta New Philharmonia                           | Audio CD: Sony Classical Cat: 88697527292             |
| 1994 | Juan Pons, Mirella Freni, Giuseppe Giacomini     | Bruno Bartoletti, Orquesta y coro del Mayo Musical Florentino     | Audio CD: Decca Cat: 000289 478 0341 6                |
| 1994 | Juan Pons, Teresa Stratas, Plácido Domingo       | James Levine, Coro y orquesta de la Metropolitan Opera            | DVD Video: Deutsche Grammophon Cat: 000440 073 4024 0 |
| 1997 | Carlo Guelfi, Maria Guleghina, Neil Shicoff      | Antonio Pappano, London Voices y Orquesta Sinfónica de Londres    | Audio CD: EMI Classics Cat: 0724355658722             |

## Enlaces de interés
- Notas, discografía y libreto (Italiano/Español) en Kareol